# Ursus arctos marsicanus
Ours brun marsicain
Sous-espèce
Statut de conservation UICN

 CR : 
En danger critique
Ursus arctos marsicanus, communément appelé Ours brun marsicain (Ursus arctos arctos, également connu sous le nom d'Ours brun de l'Apennin ou, en italien, Orso bruno marsicano, est une sous-espèce de l'Ours brun. Il n'en diffère qu'avec quelques différences vis-à-vis dans son apparence et son mode d’hibernation. L'Ours brun marsicain est présent dans le parc national des Abruzzes et dans les régions alentour du centre de l'Italie.
Étant donné la diminution de l’espèce, le gouvernement italien a depuis 2001 commencé à mettre l’accent sur sa conservation. Le parc est devenu un sanctuaire dédié à ces animaux, dans l’espoir de permettre à la population de se multiplier. Ces dernières années de plus en plus d’équipes de conservation ont tenté d’aider cette espèce.
Un débat existe pour savoir s'il doit être considéré comme une sous-espèce ou comme une espèce à part entière.

## Répartition
Cette espèce d'ours est constituée d'une petite population isolée située dans les montagnes Apennins d'Italie, dans le parc national des Abruzzes, Latium et Molise et dans les régions périphériques : parc national des Monts Sibyllins, parc national du Gran Sasso e Monti della Laga, parc national de la Majella, parc naturel régional du Sirente-Velino et Parco Naturale Regionale Monti Simbruini. Ces parcs nationaux sont situés dans les montagnes apennines centrales qui présentent une large gamme de milieux comme des lacs, des milieux boisés et des villages dispersés. On les retrouve généralement dans le parc national des Abruzzes, Latium et Molise, composés de vallées et de montagnes. Bien que les ours brun marsicain préfèrent généralement les espaces boisés, on peut les retrouver, cherchant de la nourriture dans des prairies de haute altitude, dans les villages et dans des cultures agricoles. Cette zone étant fermée, et bien que luxuriante, elle est probablement un facteur de la menace qui pèse sur cette sous-espèce d'ours brun. L'aire de répartition de l'Ours brun marsicain a considérablement diminué au cours des deux derniers siècles. Depuis qu'ils sont apparus dans cette région isolée, sa population a toujours été plus petite que d'autres ours bruns, mais il est aujourd'hui au bord de l'extinction depuis plusieurs décennies en particulier à cause du développement de l'agriculture jusque-là locale dans les Abruzzes ainsi qu'à cause du braconnage et de l'empoisonnement. Dans les années 1980, environ 100 ours bruns marsicains étaient observés. Aujourd'hui, environ 40 sont présents dans cette région, avec seulement 10-12 femelles capables de se reproduire. L'Ours brun marsicain est complètement isolé de ses voisins le plus proches, les ours bruns des Alpes italiennes.

## Biologie
Ils ont des caractéristiques qui diffèrent des autres sous-espèces d'ours bruns. En termes de taille, l'Ours brun marsican mâle est plus grand que la plupart des autres sous-espèces d'ours bruns, avec un poids d'environ 215 kg et une taille debout de 1,9 à 2 m. Les femelles sont généralement plus petites, elles pèsent environ 140 kg. Ils font partie des plus grands carnivores d'Italie.
Les traits comportementaux et morphologiques, de l'ours peuvent probablement être attribués à son mode de vie solitaire. Les oursons Marsican ont tendance à grandir assez rapidement.
Leur grande taille, la différence entre les pattes avant sensiblement et les pattes arrière sont des caractéristiques qui aident à distinguer leur présence. Les empreintes de pas, les résidus de poils, la couleur des matières fécales et les marques de griffes que les ours laissent sont particulières à leur espèce.
Ces grands mammifères ont été repérés en train de rouler des roches à la recherche d'insectes ainsi que d'attraper des branches à la recherche de baies, de miel, etc. Leur grand odorat compense leur vue qui est plus mauvaise lorsqu'il s'agit de chercher de la nourriture. Une caractéristique unique de l'Ours brun marsicain est qu’il n’hiberne pas, il hiverne. L’hibernation est un long sommeil consécutif, l’hivernation est sommeil entrecoupé. L'ours se réveille parfois, ce qui rend son réveil officiel moins difficile.
Au fil des années, l'Ours brun de Marsican est devenu le symbole du parc national des Abruzzes et a donné son nom au pan dell’orso (pain à l'ours) et à d'autres aliments régionaux traditionnels. Grâce à sa présence, l'écotourisme s'est fortement développé dans toute la région des Abruzzes. Il y a tout de même des conflits avec les bergers et les producteurs de miel. À l'époque préhistorique, des centaines d'ours vivaient dans ces montagnes.

## Comportement
Les ours sont habituellement très timides, calmes, sans aucune agressivité envers les humains. Ils ne sortent souvent que la nuit, sauf lorsqu'ils sont avec leurs petits ou en période de reproduction. La plupart des ours sont solitaires et occupent leur propre territoire qui peut faire jusqu'à 200 km2. Ils entrent parfois dans des zones résidentielles à la recherche de nourriture. Durant l'hiver ils creusent une tanière ou se placent dans une grotte pour hiberner.
La saison de reproduction de ces ours se situe généralement entre mai et juillet, et mettent bas au début de l'hiver. Chaque année, vers le mois de février, les femelles donnent naissance entre un et trois oursons, pesant moins de 500 g à la naissance. Ils dépendent fortement de la taille de leur mère. Les oursons marsicains grandissent très rapidement en raison du lait très riche de leur mère dont ils se nourrissent, ce qui leur permet de se déplacer seuls et d'être indépendants après seulement quelques mois d'existence. En moyenne, les oursons marsicains restent avec leur mère pendant un peu plus d'un an.
Les femelles atteignent leur maturité sexuelle à l’âge de 3 ans.
Ces ours deviennent maturent très rapidement et développent un très bon sens de l'ouïe et de l'odorat, ce qui les aide à trouver de la nourriture et à parcourir leur environnement. En revanche, la vue de l'Ours brun marsicain est plutôt mauvaise. En grandissant les ours ont un régime majoritairement à base de plantes (herbe, fruits, baies, etc.). Ce sont tout de même une espèce qui est omnivore.

### Alimentation
Plus de 90 % de leur alimentation est constituée de végétaux en particulier des racines, des tubercules, des fruits et des baies (leur nourriture préférée est connue pour être la baie de nerprun). Cette alimentation est pauvre en nutriments ce qui signifie qu'ils doivent manger en grande quantité pour survivre. Cependant ces ours sont omnivores et tuent et mangent de petits animaux tels que des poulets et d'autres animaux d'élevage. Ils se nourrissent de la carcasse d'animaux plus grands. Ils sont considérés par de nombreuses personnes comme une menace à cause de l'idée reçue qu'ils tuent le bétail. En réalité ces ours évitent les humains.

## Conservation
L'Ours brun marsicain, en tant que sous-espèce de l'ours brun, a été inscrit sur la Liste rouge de l'Union Internationale pour la conservation de la nature (UICN) et à l'Annexe 1 de la Convention sur le commerce internationale des espèces de faune et de flore sauvages menacées d'extinction. La population a commencé à reconnaitre et à soutenir la nécessité de la conservation de ces ours.
L'Italie a officiellement protégé l'Ours brun marsicain en 1923 en fondant le parc national des Abruzzes, Latium et Molise (PNALM) qui a eu un impact majeur dans la conservation de ces ours. Ces parcs permettent d'assurer la préservation des habitats, des sources de nourriture pour les ours et mettre en œuvre des politiques pour réduire les conflits entre les ours et les humains. Une autre action a été réalisée en la faveur des ours brunS marsicainS : la création du Piano d'Azione Nazionale per la Tutela dell'Orso Bruno Marsicano (PATOM) afin de protéger ces ours.
En 2001, le Ministère italien de l'environnement pour la protection du territoire et de la mer a créé un plan d'action pour la conservation de l'Ours brun marsicain. Ce plan d'action a fait de la collecte de données de santé de base de l'Ours brun marsicain une priorité très importante. Des études ont été faites sur les maladies courantes autour de la région, notamment les maladies infectieuses qui pourraient affecter les ours et la faune locale.
Jusqu'en 2014, l'Italie et l'Union européenne se sont associées pour la conservation des ours dans les montagnes Apennines. Ce projet était appelé Life Arctos, et partiellement fondé par l'Union européenne à hauteur de 7,3 millions de dollars. différentes actions ont été entreprises telles que la plantation d'arbres près des collines, des clôtures électriques autour des fermes et des potagers pour éloigner les ours bruns et réapprovisionner les sources d'alimentation qui sont lentement perdues.
La chasse fut un problème pour la conservation des ours, qu'elle fût illégale ou non. Cependant, les actions de braconnage ont diminué, ce qui pourrait permettre à la population d'ours brun marsicain d'augmenter dans le futur. une autre mesure de protection est la façon de contrôler les terres et leur exploitation future. Des discussions sont aussi engagées afin de déterminer si les maladies du bétail se propageront sur les populations d'ours bruns marsicains.
Selon l'UICN, l'Ours brun dans son ensemble est classé comme "préoccupation mineure", c'est-à-dire qu'il ne nécessite pas de mesures de conservation urgentes.